# Perlongipalpus
Perlongipalpus és un gènere d'aranyes araneomorfes de la subfamília Erigoninae, dins de la família Linyphiidae.
Es poden trobar a la Rússia asiàtica i a Mongòlia.
Fou descrit per primera vegada per Kiril Ieskov i Y. M. Marusik l'any 1991.

## Llista d'espècies
Segons The World Spider Catalog 12.0:
- Perlongipalpus mannilai Eskov & Marusik, 1991
- Perlongipalpus mongolicus Marusik & Koponen, 2008
- Perlongipalpus pinipumilis Eskov & Marusik, 1991 (Espècie tipus)
- Perlongipalpus saaristoi Marusik & Koponen, 2008